# Rob Kurz
Robert Karl Kurz (Filadelfia, Pensilvania, 5 de marzo de 1985) es un exjugador de baloncesto estadounidense que jugaba en la posición de Pívot.

## Trayectoria
Kurz fue un ala-pívot (también podría ocupar la posición de 5) norteamericano con muy buena mano (incluso desde la línea de 3 puntos), pero que no le hace ascos al trabajo sucio bajo tablero. Un jugador completo e inteligente en la cancha, formado en la Universidad de Notre Dame y que no entró en el Draft de 2008 (promedió 12.5 puntos y 7.1 rebotes en su año sénior). Sin embargo, logró un contrato temporal con los Golden State Warriors. Con el equipo de Oakland jugaría 40 encuentros en la temporada 2008/09, promediando 3.9 puntos y 2 rebotes. En su mejor actuación con la franquicia californiana, alcanzaría 20 puntos y 7 rebotes en un encuentro disputado ante los Denver Nuggets. En 2009, antes de entrar en la NBDL intentó hacerse un hueco en la NBA de la mano de los Cleveland Cavaliers y los Chicago Bulls sin suerte para este ala-pívot de raza blanca, ya que no logró una plaza en el roster de ninguna de ambas franquicias, acabando disputando la NBDL con Fort Wayne Mad Ants (17.5 puntos, 10.1 rebotes y 1.5 tapones de media por encuentro). Durante el verano de 2010 disputó las Ligas de Verano de la NBA, a las que se habían desplazado técnicos de CB Granada, ofreciendo una buena imagen. firmando 11 puntos y 7 rebotes en un total de 24 minutos por encuentro defendiendo los colores de los Lakers en la Summer League de Las Vegas.
En 2010 se hace oficial su fichaje por el CB Granada de la liga ACB, competición a la que se adapta rápidamente convirtiéndose en uno de los jugadores más valorados de la misma (13,9 y 9,1 rebotes en 17 partidos disputados). Sin embargo, mediada la temporada, el jugador se declara en rebeldía negándose a jugar con el equipo andaluz argumentando impagos en su salario. Al mismo tiempo, pese a que desde Granada se niegan a concederle la carta de libertad, se anuncia su fichaje por el Artland Dragons de la BBL alemana.
Tras finalizar su etapa en tierras teutonas, en julio de 2011 se confirma su regreso a España tras anunciarse su fichaje por el UCAM Murcia de la liga Endesa. En febrero de 2012 abandona este club para recalar en el SLUC Nancy Basket.
En diciembre de 2012 el Mad-Croc Fuenlabrada y el jugador estadounidense llegan a un acuerdo para que éste se incorpore al equipo fuenlabreño hasta el final de la temporada, ya que el jugador estaba sin equipo tras hacer la pretemporada con los Boston Celtics.

## Estadísticas

### Temporada regular
| Año     | Equipo       | PJ | PT | MPP  | %TC  | %3P  | %TL  | RPP | APP | ROB | TPP | PPP |
| ------- | ------------ | -- | -- | ---- | ---- | ---- | ---- | --- | --- | --- | --- | --- |
| 2008–09 | Golden State | 40 | 5  | 11.1 | .389 | .395 | .800 | 2.0 | .5  | .3  | .5  | 3.9 |
| Total   |              | 40 | 5  | 11.1 | .389 | .395 | .800 | 2.0 | .5  | .3  | .4  | 3.9 |

## Equipos
- Universidad de Notre Dame  Estados Unidos
- Golden State Warriors  Estados Unidos (2008-2009)
- Fort Wayne Mad Ants  Estados Unidos (2009-2010)
- CB Granada  España (2010)
- Artland Dragons  Alemania (2011)
- Club Baloncesto Murcia  España (2011-2012)
- SLUC Nancy Basket  Francia (2012)
- Baloncesto Fuenlabrada  España (2012)